# Джей Джей Ейбрамс
Джефри Джейкъб Ейбрамс (на английски: Jeffrey Jacob Abrams), по-известен като Джей Джей Ейбрамс, е американски режисьор, сценарист, продуцент, композитор и актьор, носител на „Сатурн“ и две награди „Еми“, номиниран е за БАФТА и три награди „Хюго“. Основател е на продуцентска компания Bad Robot Productions.

## Биография
Роден в Ню Йорк и отраснал в Лос Анджелис, при телевизионния продуцент Джералд Ейбрамс и жена му Каръл, първата работа на Джей Джей Ейбрамс е, когато той е на 15 години с написването на музиката към филма на Дон Дохлър - Nightbeast. Ейбрамс учи в Колежа Сара Лоуранс, където в горните класове се запознава с приятели, с които по-късно прави някои проекти за филми. Закупени от Touchstone Pictures неговите разработки се оказват най-съществени за създаването на филма Taking Care of Business, който се оказва и първият филм, продуциран от Ейбрамс. Участие във филма взимат Чарли Гродин и Джим Белуши. След това той продължава с продуцираното на Regarding Henry с участието на Харисън Форд, филма „Завинаги млад“ с Мел Гибсън и е един от създателите на култовия телевизионен сериал „Изгубени“.
От 1996 Ейбрамс е женен за Кати Макграт. Имат три деца: Хенри (роден 1998), Грация (родена 1999) и Август (роден 2006).

## Филмография
| Година | Филм                                                                       | Режисьор | Продуцент | Сценарист |
| ------ | -------------------------------------------------------------------------- | -------- | --------- | --------- |
| 1990   | Taking Care of Business                                                    |          |           | да        |
| 1991   | „Относно Хенри“ (Regarding Henry)                                          |          | да        | да        |
| 1992   | „Вечно млад“ (Forever Young)                                               |          |           | да        |
| 1996   | „По неволя гробар“ (The Pallbearer)                                        |          | да        |           |
| 1997   | „Балъци“ (Gone Fishin)                                                     |          |           | да        |
| 1998   | „Армагедон“ (Armageddon)                                                   |          |           | да        |
| 1999   | „Момчетата от предградията“ (The Suburbans)                                |          | да        |           |
| 2001   | „Убиец на пътя“ (Joy Ride)                                                 |          | да        | да        |
| 2006   | „Мисията невъзможна 3“ (Mission: Impossible III)                           | да       |           | да        |
| 2008   | „Чудовищно“ (Cloverfield)                                                  |          | да        |           |
| 2009   | „Стар Трек“ (Star Trek)                                                    | да       | да        |           |
| 2010   | „Сутрешен блок“ (Morning Glory)                                            |          | да        |           |
| 2011   | „Супер 8“ (Super 8)                                                        | да       | да        | да        |
| 2011   | „Мисията невъзможна: Режим Фантом“ (Mission: Impossible – Ghost Protocol)  |          | да        |           |
| 2013   | „Пропадане в мрака“ (Star Trek Into Darkness)                              | Да       | Да        |           |
| 2015   | „Мисията невъзможна: Престъпна нация“ (Mission: Impossible – Rogue Nation) |          | да        |           |
| 2015   | „Междузвездни войни: Силата се пробужда“ (Star Wars: The Force Awakens)    | да       | да        | да        |
| 2016   | 10 Cloverfield Lane                                                        |          | да        |           |
| 2016   | „Стар Трек: Отвъд“ (Star Trek Beyond)                                      |          | да        |           |

## Телевизия
- Фелисити (1998-2002), съсъздател, сценарист, изпълнителен продуцент, режисьор
- Наричана още (2001-2006), създател, сценарист, изпълнителен продуцент, режисьор
- Изгубени (2004-2010), съсъздател, сценарист, изпълнителен продуцент, режисьор
- Животът на Брайън (2006-2007), изпълнителен продуцент
- Шест градуса (2006-2007), изпълнителен продуцент
- Офисът (2007), гостуващ режисьор
- Експериментът (2008-2013), съсъздател, сценарист, изпълнителен продуцент
- Алкатраз (2012), изпълнителен продуцент
- Революция (2012-понастоящем), изпълнителен продуцент
- Почти човек (2013-понастоящем), изпълнителен продуцент

## Награди и номинации
- 2002 Награда Еми Номинация, Сценарии на драматичен сериал - „Наричана още“
- 2005 Награда Еми Победител, Най-добър драматичен сериал - „Изгубени“
- 2005 Награда Еми Победител, Режисура на драматичен сериал - „Изгубени“
- 2005 Награда Еми Номинация, Сценарии на драматичен сериал - „Изгубени“